# Dorfkirche Bärenklau

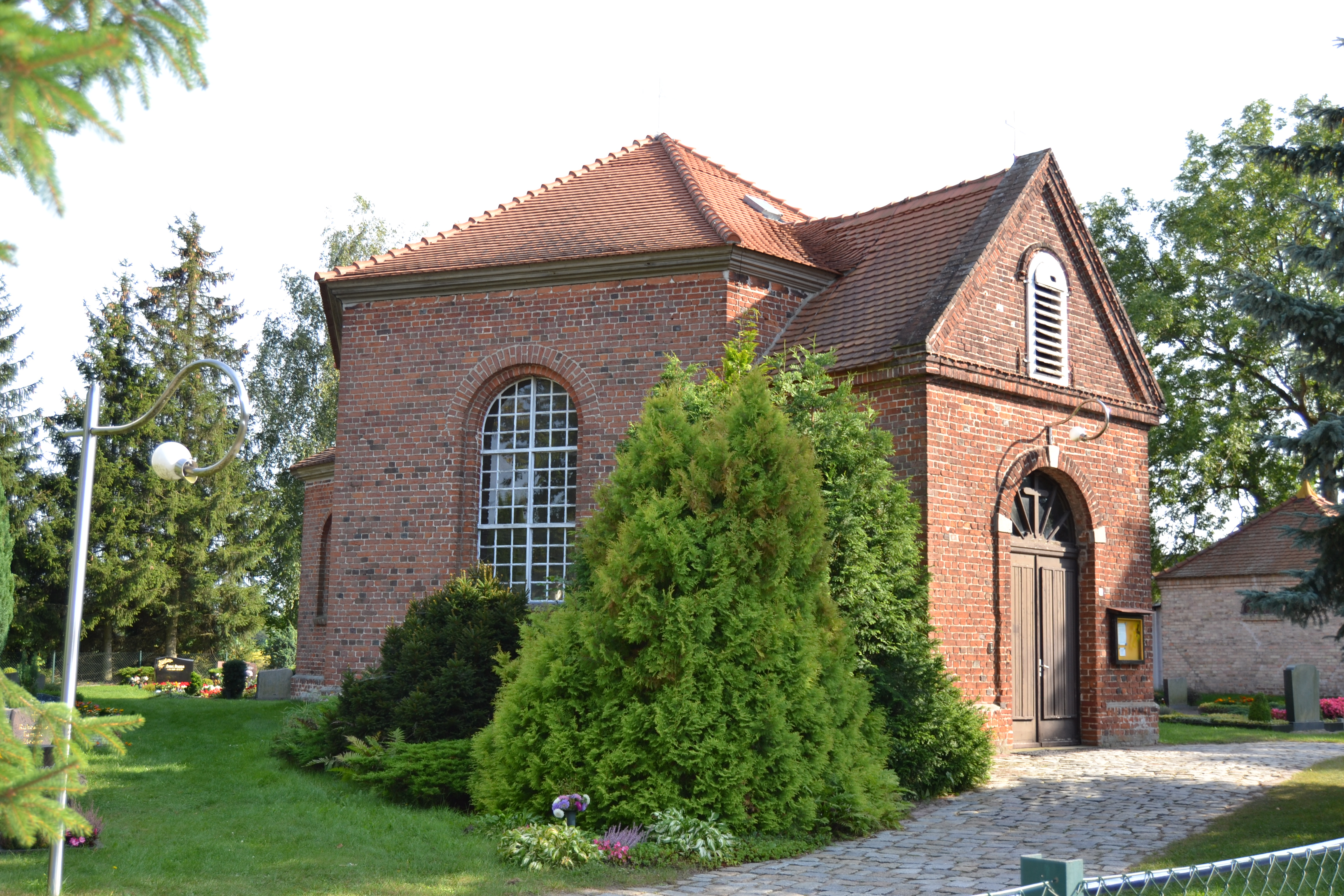
Dorfkirche Bärenklau

Die evangelische, denkmalgeschützte Dorfkirche Bärenklau steht in Bärenklau, einem Ortsteil der Gemeinde Oberkrämer im Landkreis Oberhavel in Brandenburg. Die Kirche gehört zur Kirchengemeinde Schwante-Vehlefanz im Kirchenkreis Oberes Havelland im Sprengel Potsdam der Evangelischen Kirche Berlin-Brandenburg-schlesische Oberlausitz.

## Beschreibung
Den sechseckigen Zentralbau aus Backsteinen ließ Luise Henriette von Oranien 1666 errichten. Das Vestibül befindet sich in einem Anbau im Westen, die Sakristei in einem im Osten. 1855 wurde im Dachstuhl des westlichen Anbaus ein Glockenstuhl eingebaut. 
Der Innenraum hat eine Empore im Westen. Er ist mit einer Flachdecke überspannt. Die Kanzel steht erhöht hinter dem Altar.